# 403-as főút (Magyarország)
A 403-as számú főút Nyíregyháza-kelettől Nyírturáig érő elsőrendű besorolású főút.
Nagykállónál az M3-as autópálya 235-ös lehajtójánál kezdődik és Nyírturánál a 4-es főútnál van az út vége. Itt fog később a 338-as főút belecsatlakozni a 403-as főútba.

## Története
2008. február 29-én adták át a forgalom számára, Nagykállótól, Nyírturáig a teljes, 14 km-es szakaszt.